# Берг (Нор)
Берг, Берґ (фр. Bergues) — муніципалітет у Франції, у регіоні О-де-Франс, департамент Нор. Населення — 3561 особа (01.01.2021).
Муніципалітет розташований на відстані близько 240 км на північ від Парижа, 60 км на північний захід від Лілля.

## Демографія
Динаміка населення ( ):
Розподіл населення за віком та статтю (2006):
| Стать | Всього | До 15 років | 15-24 | 25-44 | 45-64 | 65-85 | Понад 85 |
| --- | ------ | ----------- | ----- | ----- | ----- | ----- | -------- |
| Чоловіки | 1822   | 339         | 319   | 472   | 397   | 275   | 20       |
| Жінки | 2143   | 300         | 271   | 542   | 428   | 445   | 157      |
| \| Статево-вікова піраміда \| Статево-вікова піраміда \| Статево-вікова піраміда \| \| ----------------------- \| ----------------------- \| ----------------------- \| \| Чоловіки \| Вік \| Жінки \| \| 20 \| 85 + \| 157 \| \| 44 \| 80-84 \| 117 \| \| 61 \| 75-79 \| 97 \| \| 77 \| 70-74 \| 109 \| \| 93 \| 65-69 \| 122 \| \| 85 \| 60-64 \| 89 \| \| 93 \| 55-59 \| 157 \| \| 109 \| 50-54 \| 81 \| \| 110 \| 45-49 \| 101 \| \| 109 \| 40-44 \| 167 \| \| 113 \| 35-39 \| 109 \| \| 125 \| 30-34 \| 137 \| \| 125 \| 25-29 \| 129 \| \| 190 \| 20-24 \| 133 \| \| 129 \| 15-20 \| 138 \| \| 129 \| 10-14 \| 94 \| \| 121 \| 5-9 \| 105 \| \| 89 \| 0-4 \| 101 \| |        |             |       |       |       |       |          |
| Статево-вікова піраміда |        |             |       |       |       |       |          |
| Чоловіки | Вік    | Жінки       |       |       |       |       |          |
| 20 | 85 +   | 157         |       |       |       |       |          |
| 44 | 80-84  | 117         |       |       |       |       |          |
| 61 | 75-79  | 97          |       |       |       |       |          |
| 77 | 70-74  | 109         |       |       |       |       |          |
| 93 | 65-69  | 122         |       |       |       |       |          |
| 85 | 60-64  | 89          |       |       |       |       |          |
| 93 | 55-59  | 157         |       |       |       |       |          |
| 109 | 50-54  | 81          |       |       |       |       |          |
| 110 | 45-49  | 101         |       |       |       |       |          |
| 109 | 40-44  | 167         |       |       |       |       |          |
| 113 | 35-39  | 109         |       |       |       |       |          |
| 125 | 30-34  | 137         |       |       |       |       |          |
| 125 | 25-29  | 129         |       |       |       |       |          |
| 190 | 20-24  | 133         |       |       |       |       |          |
| 129 | 15-20  | 138         |       |       |       |       |          |
| 129 | 10-14  | 94          |       |       |       |       |          |
| 121 | 5-9    | 105         |       |       |       |       |          |
| 89 | 0-4    | 101         |       |       |       |       |          |

## Економіка
2010 року серед 2386 осіб працездатного віку (15—64 років) 1719 були активними, 667 — неактивними (показник активності 72,0%, у 1999 році було 70,3%). З 1719 активних мешканців працювало 1485 осіб (783 чоловіки та 702 жінки), безробітними було 234 (108 чоловіків та 126 жінок). Серед 667 неактивних 202 особи були учнями чи студентами, 229 — пенсіонерами, 236 були неактивними з інших причин.

У 2010 році в муніципалітеті числилось 1682 оподатковані домогосподарства, у яких проживали 3684,0 особи, медіана доходів виносила 16 403 євро на одного особоспоживача

## Місцеві пам'ятки
- Дзвіниця — найвідоміша пам'ятка міста. Збудована в 13-му столітті.

## Цікавий факт
Дія фільму Лашкаво прошимо відбувається в місті Берг. Цікаво, що фільм зайняв перше місце серед французьких фільмів за кількістю перегляду — 20 млн чоловік. І друге (після Титаніка) серед всіх фільмів, що демонструвалися у Франції. У фільмі у комедійній манері обігрується мова північних жителів Франції — Пікардійська мова.

## Галерея зображень

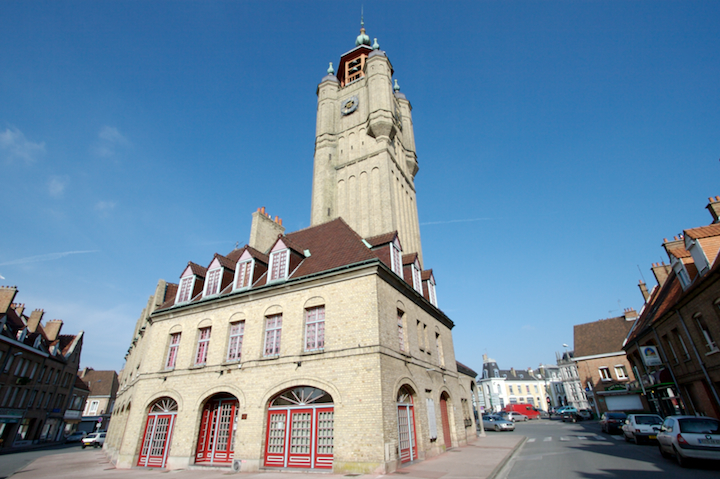
На башті встановлений карильйон на 50 дзвонів.
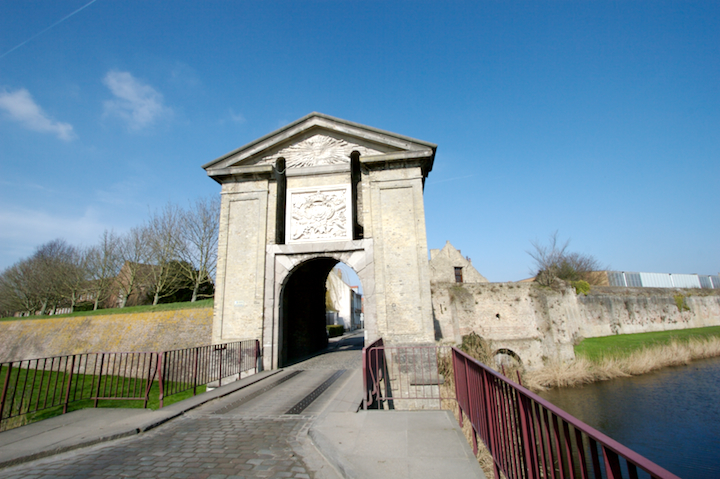
Трикутний фронтон на воротях Касселя. Зображення сонця символізує «Короля-Сонце» Людовіка XIV.
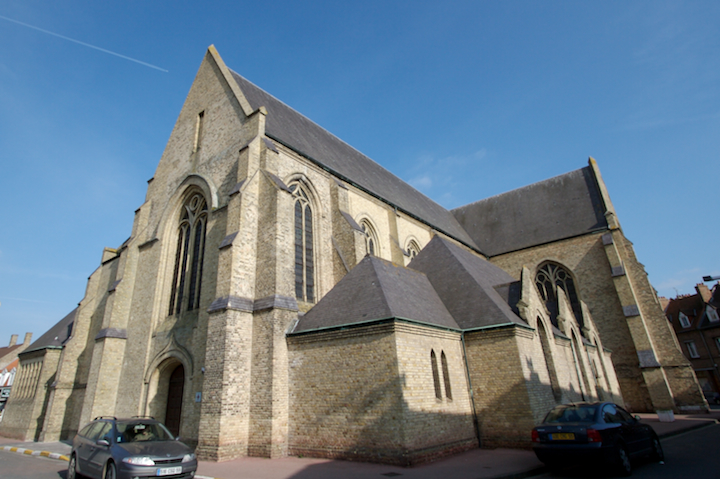
Церква Св.Мартина.
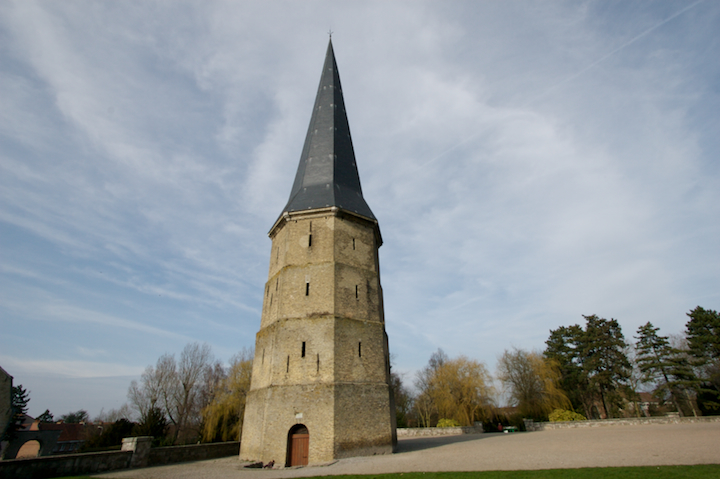
Шпиль абатства Сен-Вінок.
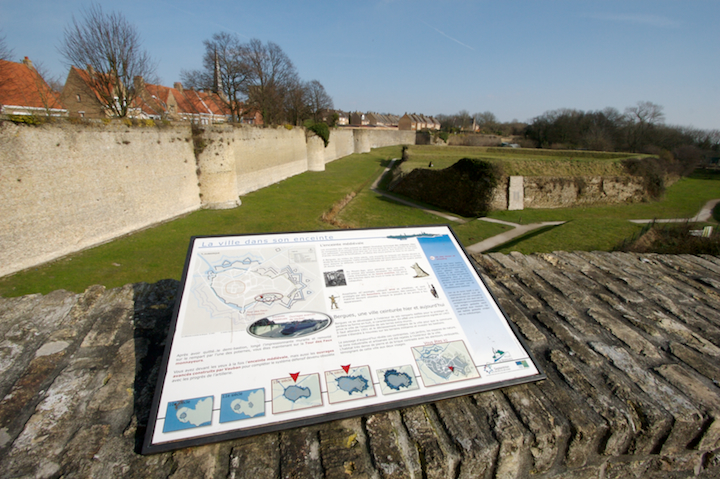
Вали довжиною 5300 м оточували майже все місто протягом п'яти століть.
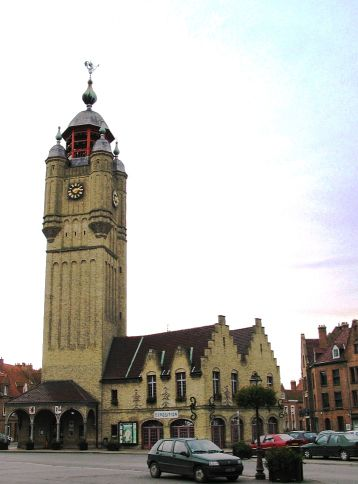
Дзвіниця Берга (2004)
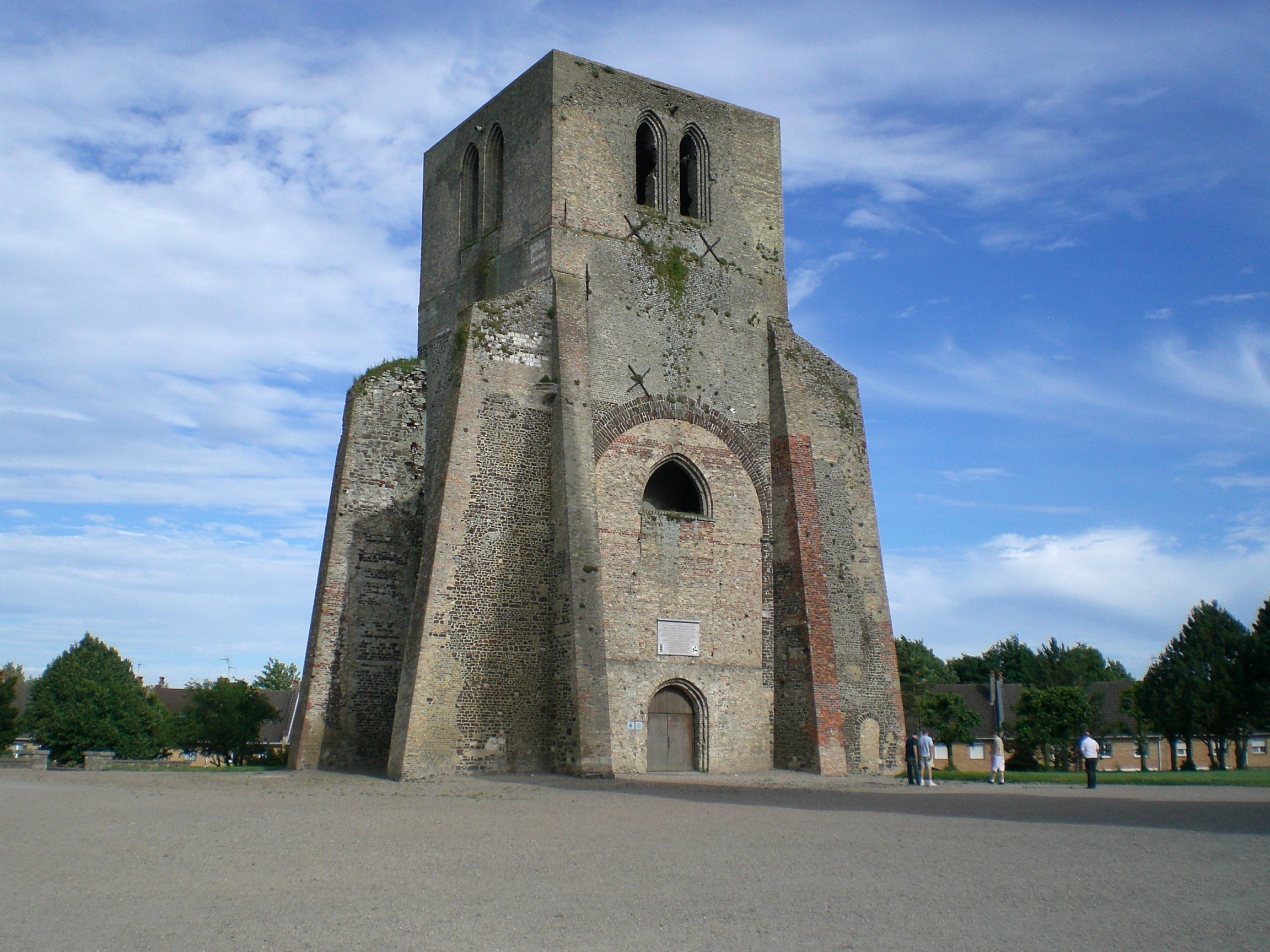
Башта абатства Сен-Вінок
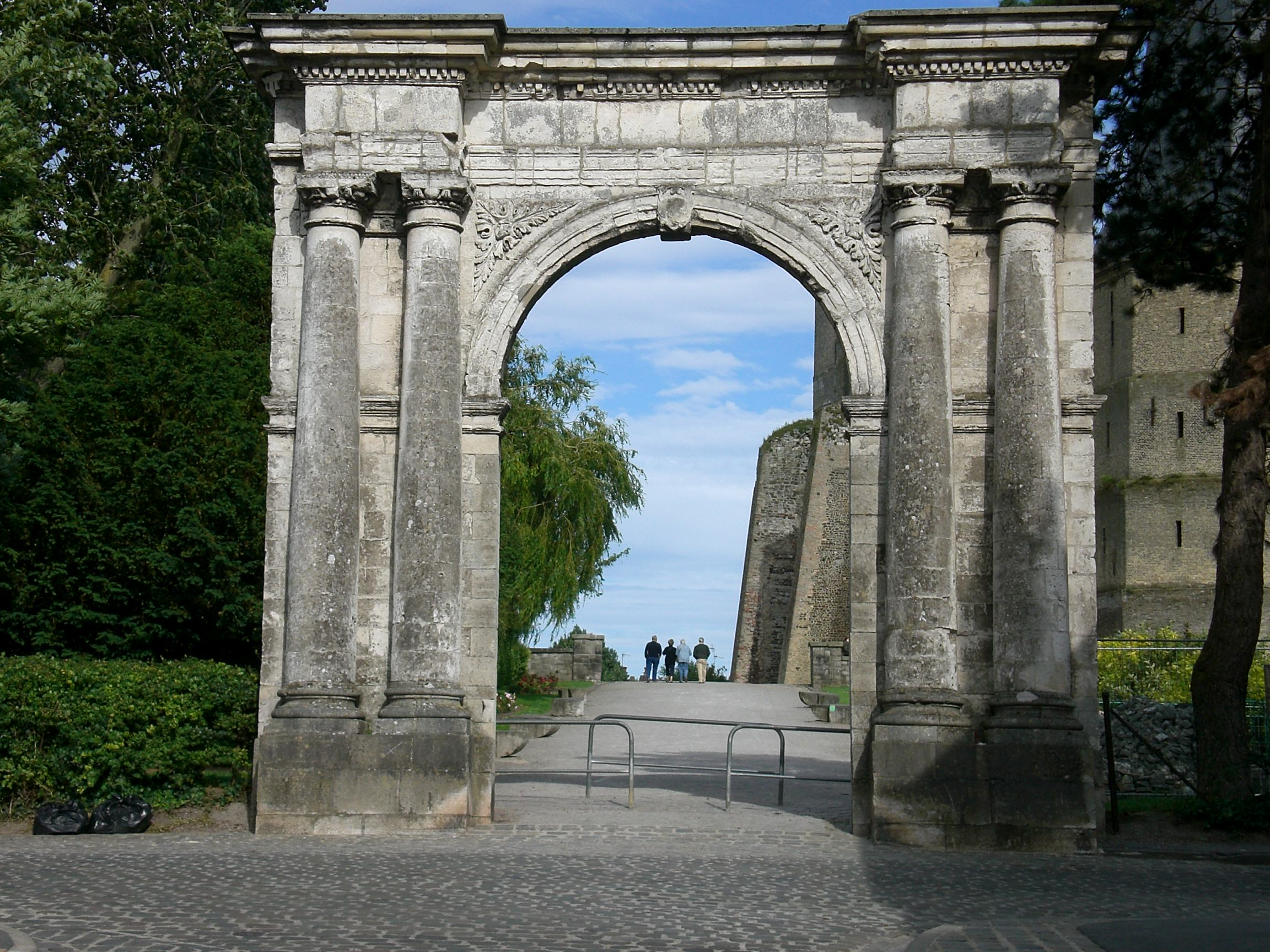
Мармуровий портик абатства Сен-Вінок
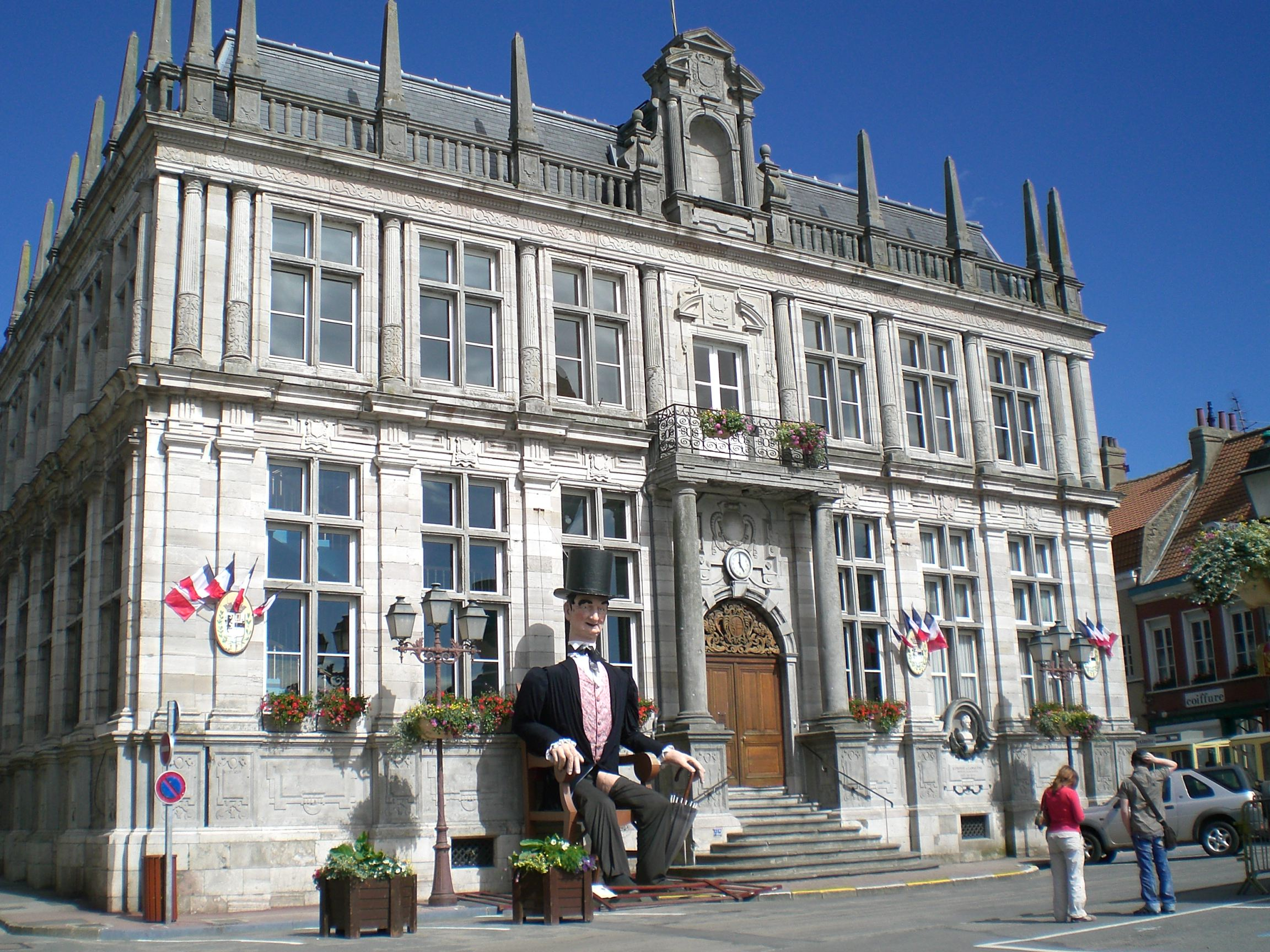
Будинок мерії Берга